# Henry Drysdale Dakin
Henry Drysdale Dakin (Londres, 12 de março de 1880 — 10 de fevereiro de 1952) foi um químico inglês.

## Carreira
A partir de 1905 trabalhou com Christian A. Herter em Nova York em seu instituto de pesquisa. Em 1909, Dakin recebeu seu doutorado pela Universidade de Leeds.
Quando Christian A. Herter morreu um ano depois, Dakin assumiu a administração do instituto. Em 1914 ele começou a testar centenas de substâncias por seus efeitos antissépticos e tolerabilidade, desde a descoberta de Joseph Lister, o carbólico (fenol) e o tratamento químico de feridas em geral caíram em descrédito entre os cirurgiões. No processo, ele descobriu a eficácia das cloraminas e do hipoclorito de sódio. Este último, porém, já era conhecido de Antoine Germain Labarra que em 1822 , mas voltou a ser esquecido. A solução de hipoclorito (mais tarde conhecida como solução de Dakin ou solução de Dakin'sche) também ajudou a Primeira Guerra Mundial para reduzir as perdas dos Aliados, embora ainda houvesse grande resistência a ser vencida pelos cirurgiões.
Em 1916 Dakin casou-se com a viúva de Herter, com quem comprou uma casa perto de Nova York dois anos depois, na qual também montou seu próprio laboratório, no qual pesquisou sozinho pelo resto de sua vida. Até 1946 publicou suas descobertas científicas, em 1952 morreu em sua casa.

## Publicações
- Oxidations and Reductions in the Animal Body. Londres, 1912. 2. Aufl. 1922.
- Junto com Eduardo. K. Dunham: A Handbook on Antiseptics. Nova York, 1917.